# The Trainer's Daughter or A Race for Love

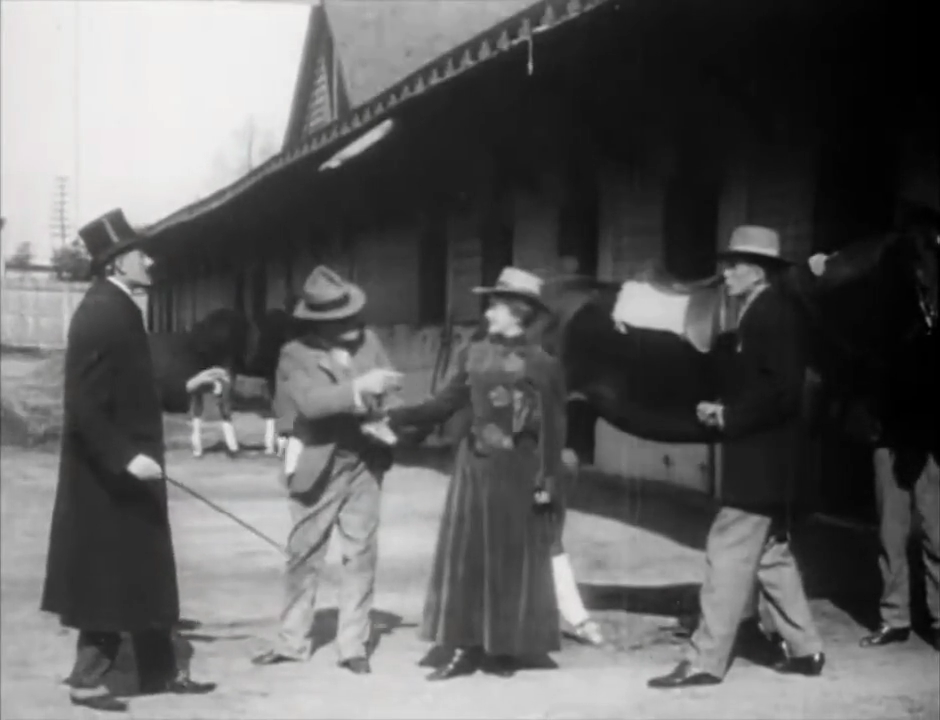
Fotograma de la pel·lícula

The Trainer's Daughter or A Race for Love és una pel·lícula muda de la Edison Manufacturing Company dirigida per J. Searle Dawley i Edwin S. Porter. Basada en l’obra teatral “A Race for Life” de Theodore Kremer (1904), es va estrenar el 23 de novembre de 1907. Es tracta d'un melodrama filmat en una pista de carreres de cavalls que introduí innovadors moviments transversals i de càmera.

## Argument
Jack, propietari d'un cavall de carreres, i la filla d'un entrenador de cavalls estan enamorats. L'entrenador preferiria que la seva filla es casés amb Delmar, propietari de tot un estable. Jack i Delmar aposten pel resultat d'una cursa en què tots dos tenen cavalls competint i la filla de l'entrenador accepta casar-se amb aquell que guanyi. Delmar s'adona que el seu cavall no pot vèncer el d'en Jack i suborna a un noi d'estable perquè drogui el cavall de Jack. El jockey de Jack escolta escolta el pla i intenta intervenir. Delmar el noi el deixen fora de combat i l'amaguen en una casa abandonada. El jockey aconsegueix escapar però no està en condicions de muntar. La filla de l'entrenador convenç a Jack perquè la deixi ocupar el lloc d’aquest i ella guanya la cursa.

## Repartiment
- Edward Boulden
- Miss DeVarney
- William Sorelle
- Mr. Sullivan